# Wu Yaru
Wu Yaru (ur. 2000) – chińska zapaśniczka walcząca w stylu wolnym. Brązowa medalistka mistrzostw Azji w 2024. Trzecia w Pucharze Świata w 2019. Wicemistrzyni świata juniorów w 2019 i Azji juniorów w 2018 i 2019 roku.